# Cmentarz żydowski w Nowym Dworze Mazowieckim
Cmentarz żydowski w Nowym Dworze Mazowieckim – został założony w XVIII wieku i zajmuje powierzchnię 3,5 ha, na której zachowały się fragmenty około pięćdziesięciu nagrobków. Mieści się przy ul. Akacjowej. Przez pewien czas służył także pochówkom ciał Żydów zamieszkujących Warszawę.
Został zniszczony w czasie II wojny światowej a dalszego zniszczenia dokonały lata braku zainteresowania.
W 2006 przeprowadzono pierwsze prace porządkowe a w 2011 cmentarz został ogrodzony i od strony ul. Przytorowej postawiono Pomnik Ku Czci Nowodworskich Żydów. Pomnik ten został wykonany z wykorzystaniem macew, które w czasie II wojny światowej posłużyły Niemcom do utwardzenia jednej z nowodworskich ulic a zlokalizowane i wydobyte zostały dzięki informacjom mieszkańców miasta. Uroczyste odsłonięcie pomnika miało miejsce 14 lipca 2011, na które przybyli m.in. Burmistrz Nowego Dworu Mazowieckiego, Żydzi pochodzący z Nowego Dworu oraz ich potomkowie, Ambasador Izraela w Polsce Cewi Rawner, Naczelny Rabin Polski Michael Schudrich i mieszkańcy miasta.